# Sínodes de Toluges
Els sínodes de Toluges foren unes assemblees que tingueren lloc al segle xi a la població rossellonesa del mateix nom. En el primer, del 1027, s'encunyà el concepte de Pau i Treva de Déu, un moviment social que hom ha volgut veure com a origen de les Corts Catalanes.

## Història
El 1027 es va fer el primer sínode, o assemblea de Pau i Treva, sota presidència de l'abat Oliba, en representació del bisbe Berenguer d'Elna, absent de la diòcesi perquè es trobava en una peregrinació. Organitzada per pagesos i jerarquies eclesiàstiques, l'assemblea era una conseqüència de la crisi del poder comtal provocada al Rosselló per la revolució feudal; davant d'una forta escalada de violència duta a terme pels clans nobiliaris del comtat, les seves víctimes -pagesos i eclesiàstics- hagueren de reunir-se per trobar-hi una solució ells mateixos, a causa de la impotència del poder comtal, visible per l'absència total del comte Gausfred II de Rosselló (1014-1074), el màxim titular de la potestas (poder), en una reunió on es tractava un tema cabdal de govern com era el de mantenir la pau -ço és, l'ordre públic-.
En aquest sínode s'establiren una sèrie de disposicions: el deure per a tots els habitants del comtat de Rosselló i de la diòcesi d'Elna d'abstenir-se de participar en combats o lluites, entre dissabte i dilluns per així poder complir el precepte dominical, com també es prohibia d'assaltar clergues, esglésies, béns propietat d'una església o d'un monestir, o persones que es dirigissin a un lloc de culte o en tornessin. Per als contraventors d'aquests deures i prohibicions, s'establia sempre la pena d'excomunió.
El mateix comte de Rosselló Gausfred II presidí, vers 1065-1066, el segon sínode, que comptà amb l'assistència del seu fill i dels comtes Ponç I d'Empúries, Guillem II de Besalú i Ramon I de Cerdanya, així com d'altres barons, i va tenir lloc a la mateixa població nord-catalana.

## Historiografia
Les actes del primer sínode (perduts els originals, hom es basa en còpies posteriors) han estat citades a bastament per una munió d'investigadors, com Eduard Junyent al Diplomatari .. de l'abat i bisbe Oliba, o Ramon d'Abadal i de Vinyals en diverses obres. Modernament, l'historiador Ramon Martí i Castelló, en l'article L'ensagrerament: utilitats d'un concepte, al recull Les sagreres a la Catalunya medieval nega tota autenticitat a les actes i al mateix sínode del 1027; Martí sustenta part de les seves afirmacions en l'article de Víctor Farías Problemas... que formulava dubtes sobre la datació (afirmant que el sínode del 1027 podria haver estat precedit per un altre del 1022), però no en nega la realització.